# Ones and Zeroes
Ones and Zeroes è il terzo album in studio del gruppo alternative rock britannico Young Guns, pubblicato l'8 giugno 2015 dalla EMI/Virgin e dalla Wind-up Records.

## Tracce
1. Rising Up – 3:26
2. I Want Out – 3:44
3. Infinity – 4:23
4. Memento Mori – 4:50
5. Lullaby – 4:07
6. Daylight – 3:32
7. Speaking in Tongues – 4:42
8. Colour Blind – 3:43
9. Gravity – 4:00
10. Die on Time – 3:44
11. Ones and Zeros – 4:31

Tracce bonus dell'edizione deluxen
1. I Want Out (single version) – 3:45
2. I Don't Need God – 4:00
3. I Want Out (Knights remix) – 3:42
4. Daylight (demo) – 3:36
5. Infinity (demo) – 4:11

## Formazione
- Gustav Wood – voce
- Fraser Taylor – chitarra solista
- John Taylor – chitarra ritmica
- Simon Mitchell – basso
- Ben Jollife – batteria, cori